# Campeonato Europeo de Judo de 2011
El LIX Campeonato Europeo de Judo se celebró en Estambul (Turquía) entre el 21 y el 23 de abril de 2011 bajo la organización de la Unión Europea de Judo (EJU) y la Federación Turca de Judo. 
Las competiciones se realizaron en la Abdi İpekçi Arena de la ciudad turca.

## Medallistas

### Masculino
| Evento          | Oro                             | Plata                      | Bronce                                                      |
| --------------- | ------------------------------- | -------------------------- | ----------------------------------------------------------- |
| –60 kg (21.04)  | Heorhi Zantaraya · Ucrania      | Betkil Shukvani Georgia    | Arsen Galstian · Rusia · Elio Verde · Italia                |
| –66 kg (21.04)  | Miklós Ungvári · Hungría        | Tərlan Kərimov Azerbaiyán  | Alim Gadanov · Rusia · Colin Oates · Reino Unido            |
| –73 kg (22.04)  | João Pina Portugal              | Murat Kodzokov · Rusia     | Hasan Vanlıoğlu · Turquía · Jaromír Ježek · República Checa |
| –81 kg (22.04)  | Elnur Məmmədli Azerbaiyán       | Sergiu Toma Moldavia       | Ole Bischof · Alemania · Sirazhudin Magomedov · Rusia       |
| –90 kg (23.04)  | Ilías Iliadis · Grecia          | Kirill Denisov · Rusia     | Varlam Liparteliani · Georgia · Marcus Nyman · Suecia       |
| –100 kg (23.04) | Amel Mekić Bosnia y Herzegovina | Levan Zhorzholiani Georgia | Jevgeņijs Borodavko Letonia Irakli Tsirekidze Georgia       |
| +100 kg (23.04) | Teddy Riner Francia             | Barna Bor · Hungría        | Martin Padar · Estonia · Janusz Wojnarowicz · Polonia       |

### Femenino
| Evento         | Oro                         | Plata                           | Bronce                                                      |
| -------------- | --------------------------- | ------------------------------- | ----------------------------------------------------------- |
| –48 kg (21.04) | Alina Dumitru · Rumania     | Éva Csernoviczki · Hungría      | Frédérique Jossinet Francia Laëtitia Payet Francia          |
| –52 kg (21.04) | Pénélope Bonna Francia      | Joana Ramos Portugal            | Ana Carrascosa Zaragoza · España · Sophie Cox · Reino Unido |
| –57 kg (21.04) | Sabrina Filzmoser · Austria | Telma Monteiro Portugal         | Corina Căprioriu · Rumania · Irina Zabludina · Rusia        |
| –63 kg (22.04) | Gévrise Émane Francia       | Anicka van Emden · Países Bajos | Hilde Drexler · Austria · Urška Žolnir · Eslovenia          |
| –70 kg (22.04) | Edith Bosch · Países Bajos  | Cecilia Blanco García · España  | Erica Barbieri · Italia · Lucie Décosse · Francia           |
| –78 kg (23.04) | Audrey Tcheuméo Francia     | Lucie Louette Francia           | Luise Malzahn · Alemania · Anamari Velenšek · Eslovenia     |
| +78 kg (23.04) | Yelena Ivashchenko · Rusia  | Anne-Sophie Mondière Francia    | Tea Donguzashvili · Rusia · Lucija Polavder · Eslovenia     |

## Medallero
| Núm. | País                 | Oro | Plata | Bronce | Total |
| ---- | -------------------- | --- | ----- | ------ | ----- |
| 1    | Francia              | 4   | 2     | 3      | 9     |
| 2    | Rusia                | 1   | 2     | 5      | 8     |
| 3    | Hungría              | 1   | 2     | 0      | 3     |
| 3    | Portugal             | 1   | 2     | 0      | 3     |
| 5    | Azerbaiyán           | 1   | 1     | 0      | 2     |
| 5    | Países Bajos         | 1   | 1     | 0      | 2     |
| 7    | Austria              | 1   | 0     | 1      | 2     |
| 7    | Rumania              | 1   | 0     | 1      | 2     |
| 9    | Bosnia y Herzegovina | 1   | 0     | 0      | 1     |
| 9    | Grecia               | 1   | 0     | 0      | 1     |
| 9    | Ucrania              | 1   | 0     | 0      | 1     |
| 12   | Georgia              | 0   | 2     | 2      | 4     |
| 13   | España               | 0   | 1     | 1      | 2     |
| 14   | Moldavia             | 0   | 1     | 0      | 1     |
| 15   | Eslovenia            | 0   | 0     | 3      | 3     |
| 16   | Alemania             | 0   | 0     | 2      | 2     |
| 16   | Italia               | 0   | 0     | 2      | 2     |
| 16   | Reino Unido          | 0   | 0     | 2      | 2     |
| 19   | Estonia              | 0   | 0     | 1      | 1     |
| 19   | Letonia              | 0   | 0     | 1      | 1     |
| 19   | Polonia              | 0   | 0     | 1      | 1     |
| 19   | República Checa      | 0   | 0     | 1      | 1     |
| 19   | Suecia               | 0   | 0     | 1      | 1     |
| 19   | Turquía              | 0   | 0     | 1      | 1     |
|      | TOTAL                | 14  | 14    | 28     | 56    |